# Hiéroglyphe égyptien F37
La colonne vertébrale et côtes, en hiéroglyphes égyptiens, est classifiée dans la section F « Parties de mammifères » de la liste de Gardiner ; cet hiéroglyphe y est noté F37.

## Représentation
Il représente une colonne vertébrale couchée, entrecoupée de côtes et de laquelle s'échappe de la moelle. Il est translittéré jȝ.t ou sm. 

## Utilisation
| i | A | t · F37 |

| i | A | t · F37 |

| F37 · t · Z1 |

| F37 · t · Z1 |

| F37 · t · Z1 |

| F37 · t · Z1 |

| p · z | d · F37 |

| p · z | d · F37 |

| M21 |

| M21 |

| s | m | F37 · Y1 |

| s | m | F37 · Y1 |

| s | m | F37 · Y1 |

| s | m | F37 · Y1 |